# Police FC (Ruanda)
Der Police Football Club ist ein 2000 gegründeter ruandischer Fußballverein aus Kibungo.

## Geschichte
Gegründet wurde der Verein 2000 von der Rwanda National Police. 2003 wurde der Verein Meister der zweiten Liga und stieg somit in die erste Liga auf. 2012, 2013 und 2017 feierte man die Vizemeisterschaft. Der bisher größte Erfolg war der Gewinn des ruandischen Pokals 2015. Hier besiegte man im Endspiel Rayon Sports mit 1:0. 2024 gewann der Verein den Supercup. Das Spiel gegen den APR FC gewann man im Elfmeterschießen.

## Stadion
Seine Heimspiele trägt der Verein im Kigali Pelé Stadium in Kigali aus. Das Stadion hat ein Fassungsvermögen von 22.000 Personen.

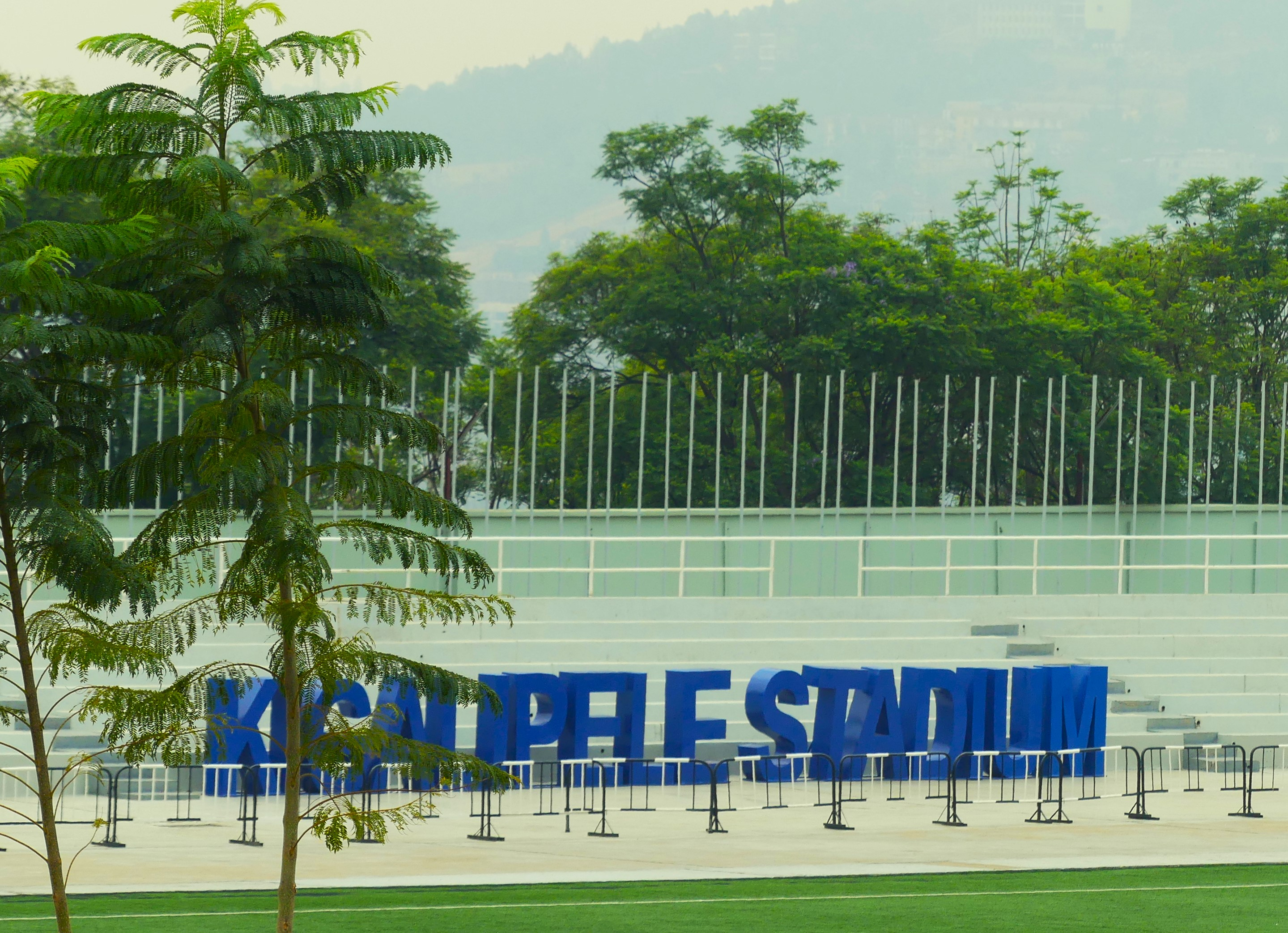
Kigali Pelé Stadium

## Erfolge
- Ruandischer Pokalsieger: 2015, 2024
- Ruandischer Pokalfinalist: 2011, 2012
- Ruandischer Vizemeister: 2012, 2013, 2017
- Ruandischer Zweitligameister: 2003
- Ruandischer Supercupsieger: 2024

## Saisonplatzierung
| Saison  | Liga                  | Level | Platz         |
| ------- | --------------------- | ----- | ------------- |
| 2004    | Rwanda Premier League | 1     | 7.            |
| 2005    | Rwanda Premier League | 1     | 3.            |
| 2006    | Rwanda Premier League | 1     | 5.            |
| 2006/07 | Rwanda Premier League | 1     | 10.           |
| 2007/08 | Rwanda Premier League | 1     | 10.           |
| 2008/09 | Rwanda Premier League | 1     | 8.            |
| 2009/10 | Rwanda Premier League | 1     | 6.            |
| 2010/11 | Rwanda Premier League | 1     | 3.            |
| 2011/12 | Rwanda Premier League | 1     | 2.            |
| 2012/13 | Rwanda Premier League | 1     | 2.            |
| 2013/14 | Rwanda Premier League | 1     | 4.            |
| 2014/15 | Rwanda Premier League | 1     | 3.            |
| 2015/16 | Rwanda Premier League | 1     | 5.            |
| 2016/17 | Rwanda Premier League | 1     | 2.            |
| 2017/18 | Rwanda Premier League | 1     | 6.            |
| 2018/19 | Rwanda Premier League | 1     | 4.            |
| 2019/20 | Rwanda Premier League | 1     | 3.            |
| 2020/21 | Rwanda Premier League | 1     | 2. (Gruppe C) |
| 2021/22 | Rwanda Premier League | 1     | 7.            |
| 2022/23 | Rwanda Premier League | 1     | 5.            |
| 2023/24 | Rwanda Premier League | 1     | 7.            |
| 2024/25 | Rwanda Premier League | 1     | 4.            |
| 2025/26 | Rwanda Premier League | 1     |               |

Quelle: rsssf.org